# 앨리슨 스트롱
앨리슨 스트롱(Allison Strong, 1990년 9월 12일 ~ )은 미국의 싱어송라이터, 배우이다. 브로드웨이 뮤지컬 작품 《바이 바이 버디》와 《맘마 미아!》를 통해 이름을 알렸다.